# Bracovce
Bracovce é um município da Eslováquia, situado no distrito de Michalovce, na região de Košice. Tem 9,62 km² de área e sua população em 2018 foi estimada em 935 habitantes.

## Demografia
| Ano:        | 1994 | 2004   | 2014   | 2024   |
| ----------- | ---- | ------ | ------ | ------ |
| Broj ljudi: | 959  | 942    | 935    | 968    |
| Razlika:    |      | -1,77% | -0,74% | +3,52% |

| Ano:               | 2023 | 2024   |
| ------------------ | ---- | ------ |
| Número de pessoas: | 965  | 968    |
| Diferença:         |      | +0,31% |